# Binders-Nunatakker
Die Binders-Nunatakker sind zwei kleine Nunatakker aus hellem Gestein im ostantarktischen Mac-Robertson-Land. Sie ragen 60 km nördlich des Mount Scherger im südlichen Teil der Prince Charles Mountains auf.
Kartiert wurden sie anhand von Luftaufnahmen aus den Jahren von 1956 bis 1960, die im Rahmen der Australian National Antarctic Research Expeditions entstanden. Das Antarctic Names Committee of Australia (ANCA) benannte sie nach dem fiktiven Expeditionsleiter aus dem Roman Die Besteigung des Rum Doodle des britischen Schriftstellers William Ernest Bowman aus dem Jahr 1956.